# NGC 1244
NGC 1244 est une vaste galaxie spirale située dans la constellation de l'Horloge. Elle a été découverte par l'astronome écossais James Dunlop en 1826.

## Caractéristiques
Sa vitesse par rapport au fond diffus cosmologique est de 5 487 ± 10 km/s, ce qui correspond à une distance de Hubble de 80,9 ± 5,7 Mpc (∼264 millions d'al).
À ce jour, 13 mesures non basées sur le décalage vers le rouge (redshift) donnent une distance de 69,715 ± 6,634 Mpc (∼227 millions d'al), ce qui est à l'intérieur des valeurs de la distance de Hubble. Notons cependant que c'est avec la valeur moyenne des mesures indépendantes, lorsqu'elles existent, que la base de données NASA/IPAC calcule le diamètre d'une galaxie et qu'en conséquence le diamètre de NGC 1244 pourrait être d'environ 60,1 kpc (∼196 000 al) si on utilisait la distance de Hubble pour le calculer. 
La classe de luminosité de NGC 1244 est I-II.